# 置始女王 (光仁朝 - 桓武朝)
置始女王（おきそめじょおう/おきそめのおおきみ、生没年不詳 ）は、奈良時代から平安時代にかけての日本の皇族。系譜は不明。位階は従五位上。

## 経歴
光仁朝の宝亀11年（780年）5月、無位から従五位下に叙爵する。
その後、桓武朝の延暦5年（786年）正月には、忍坂女王とともに従五位上に昇叙している。それからしばらくたち、延暦13年（794年）7月に、山背・河内・摂津・播磨などの国の稲一万一千束が、新京（平安京）に家を建てる費用という名目で、百済王明信・五百井女王・和気広虫・因幡国造浄成女ら14人とともに賜与されている。
以降の事績は不明である。

## 官歴
『六国史』による。
- 宝亀11年（780年） 5月29日：従五位下
- 延暦5年（786年）正月14日：従五位上